# Mário Soares
Mário Alberto Nobre Lopes Soares (Lisboa, 7 de diciembre de 1924-Lisboa, 7 de enero de 2017) fue un político portugués, primer ministro en dos ocasiones (de 1976-1978 y de 1983-1985) y Presidente de la República Portuguesa (1986-1996). Fue el primer secretario general del Partido Socialista, desde su fundación en 1973 hasta 1986. Una figura política importante en Portugal, es considerado el padre de la democracia portuguesa.

## Biografía

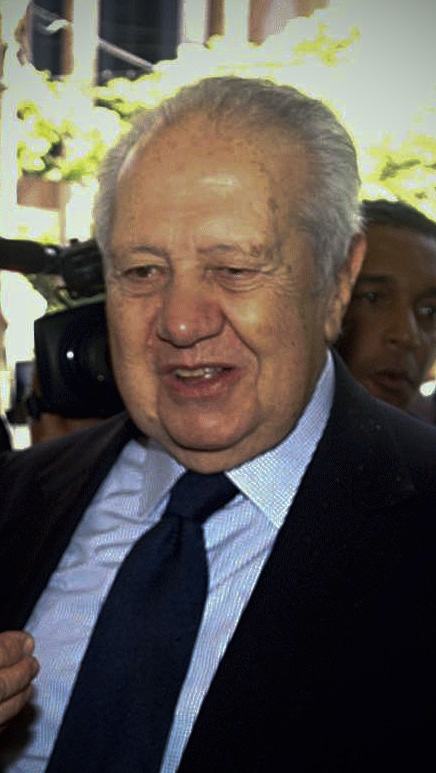
Mário Soares en 2003

Nacido en el número 153 de la Rua Gomes Freire, en la antigua parroquia de Coração de Jesus, en la ciudad de Lisboa, Mário Soares era el segundo hijo del profesor y antiguo sacerdote João Lopes Soares (Leiria, Arrabal, 17 de noviembre de 1879 - Lisboa, Campo Grande, 31 de julio de 1970), fundador del Colegio Moderno de Lisboa, ministro y posteriormente militante del Antifascista republicano, fue durante un corto periodo ministro de las Colonias en 1925, y su esposa Elisa Nobre Baptista (Santarém, Pernes, 8 de septiembre de 1887 - Lisboa, Campo Grande, 28 de febrero de 1955), propietaria de una pensión en Rua Ivens.

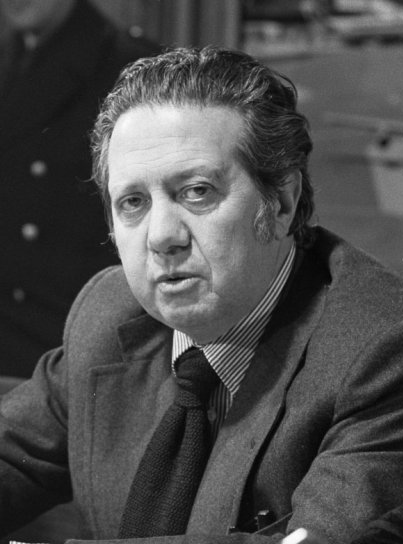
Mário Soares en 1975

Se licenció en ciencias histórico-filosóficas en la Facultad de Letras de la Universidad de Lisboa, en 1951, y en derecho en la misma universidad en 1957. Fue uno de los más famosos opositores al Estado Novo, y por eso fue arrestado doce veces y deportado a Santo Tomé y Príncipe; posteriormente, se exilió en Francia, donde trabajó en varias universidades.
Como abogado de la defensa de los presos políticos, participó en muchos ensayos en el Tribunal Plenario y en el Tribunal Militar Especial. Representó a Álvaro Cunhal y Octávio Pato, cuando fueron acusados de delitos políticos, y a la familia de Humberto Delgado en la investigación de su presunto asesinato. Junto con Adelino da Palma Carlos, también defendió la causa dinástica de María Pía de Sajonia-Coburgo Braganza.
En Alemania el 19 de abril de 1973, estuvo entre los fundadores del Partido Socialista de Portugal. Después del 25 de abril, fecha de la Revolución de los Claveles, el 1 de mayo de 1974 desembarcó en Lisboa, proveniente del exilio en París. Fue recibido por una multitud de portugueses, entre los que también se contaba Álvaro Cunhal. Ideológicamente diferentes, subieron cogidos del brazo, por primera y última vez, las calles de Baixa Pombalina y la avenida da Liberdade. Durante el Proceso Revolucionario en Curso (PREC), fue el principal líder civil del campo democrático. Se batió por la realización de elecciones, en contra de la posición del Partido Comunista Portugués, liderado por Álvaro Cunhal, llevó al Partido Socialista (PS) a la victoria en las elecciones a la Asamblea Constituyente de 1975.
Fue ministro de Asuntos Exteriores entre mayo de 1974 y marzo de 1975. Fue uno de los impulsores de la independencia de las colonias portuguesas. En 1976, se decidió por el abandono del territorio de Timor Oriental, con lo que dejó las puertas abiertas para la invasión de esta antigua colonia por las tropas de Indonesia, que provocaron durante tres décadas la muerte de más de 250 000 timorenses. En marzo de 1977, inició el proceso de adhesión a la CEE y suscribió, como primer ministro, el Tratado de Adhesión, el 12 de julio de 1986.
Durante el período revolucionario conocido como PREC, en el que se agudizó el conflicto entre los comunistas y los demócratas no revolucionarios, Soares se consolidó como el principal líder civil del bando democrático, tras haber llevado al Partido Socialista a la victoria en las elecciones para la Asamblea Constituyente de 1975.  
Durante este tiempo, la tensión con el Partido Comunista Portugués fue creciendo cada vez más, culminando en el famoso debate del 6 de noviembre de 1975, con Álvaro Cunhal, cuyos proyectos chocarían en el Golpe de 25 de noviembre de 1975. 
Alejados los peligros totalitarios de derecha e izquierda, la Asamblea Constituyente concluyó sus trabajos el 2 de abril de 1976 con la aprobación de la Constitución de la República Portuguesa de 1976, con el único voto en contra del Centro Democrático Social, y la sesión de clausura, donde su decreto de promulgación fue firmado por el Presidente da República Francisco da Costa Gomes.
El 25 de abril de 1976 se celebraron las primeras elecciones legislativas, en las que ganó el Partido Socialista con el 34,89% de los votos. El 27 de junio se celebraron las Elecciones Presidenciales Portuguesas de 1976 en las que el candidato apoyado por el Partido Socialista, el Partido Popular Democrático, el Centro Democrático Social y el Partido Comunista dos Trabalhadores Portugueses, el general António Ramalho Eanes ganó con el 61,59% de los votos.

## Primer ministro de Portugal
Soares tomó posesión como Primero MInistro del I Governo Constitucional el 23 de julio de 1976, en una ceremonia en el Palácio de Belém, y fue reelegido el 30 de enero de 1978 para dirigir el II Gobierno Constitucional en coalición con el Centro Democrático Social, y el 9 de junio de 1983, para dirigir el IX Governo Constitucional, en coalición con el Partido Social Democrata.
Afectado por la crisis del petróleo de 1973, las nacionalizaciones y la descolonización, que provocó una oleada de medio millón de retornados, Portugal se enfrentó a una tasa de inflación en torno al 20%, una tasa de desempleo superior al 7%, bienes racionados y devaluación del escudo. Tras un préstamo de 250 millones de dólares de Alemania durante los gobiernos provisionales, la situación financiera nacional no mejoró, lo que obligó a solicitar un préstamo mayor, de unos 1500 millones de dólares, financiado por 14 países a través del Fondo Monetario Internacional (FMI).
Las medidas de austeridad llevadas a cabo llevaron a Soares, al tomar posesión, a afirmar que «no se trata ahora de meter el socialismo en el cajón, sino de salvar la democracia», lo que se convertiría en una de sus frases más conocidas.
Fue durante el II Gobierno Constitucional, en coalición con el Centro Democrático Social, cuando se avanzó en lo que se considera uno de los mayores logros de la democracia: la creación del Servicio Nacional de Salud, por iniciativa del entonces Ministro de Asuntos Sociales António Arnaut. Sin embargo, la ley no fue aprobada hasta 1979, durante el V Gobierno Constitucional, presidido por Maria de Lourdes Pintassilgo.
En el IX Gobierno Constitucional, se crea el Ministerio de Sanidad separándolo del Ministerio de Asuntos Sociales, con António Maldonado Gonelha como primer titular. En 1984, se crea la Dirección General de Atención Primaria de Salud, poniendo fin a los Servicios Médicos de la Seguridad Social.
Lo que fue uno de los pilares del pensamiento político de Soares, incluido en los programas electorales del Partido Socialista para las eleições legislativas de 1976 y en el do I Governo Constitucional, La adhesión de Portugal a la Comunidad Económica Europea (CEE) fue una de las prioridades de todos los gobiernos constitucionales que se sucedieron.
Con vistas a conseguir apoyos para una posible adhesión, Mário Soares inició, en febrero de 1977, una gira por las distintas capitales de los Estados miembros de la Comunidad Económica Europea, empezando por Londres, Dublín, Copenhague y Roma, seguido de Bruselas, París,Bonn, La Haya y Ciudad de Luxemburgo, a principios de marzo. El 22 de marzo, se presentó un voto de felicitación en la Asamblea de la República, que fue aprobado con los votos del Partido Socialista, Partido Social Demócrata (Portugal)|Partido Popular Democrático]] y el Centro Democrático Social y los votos en contra del Partido Comunista Português, la União Democrática Popular y dos diputados independientes (Carmelinda Pereira y António Aires Rodrigues). La petición se formalizó el 28 de marzo y comenzó el 5 de abril en el Consejo de Ministros de la CEE.

## Presidente de la República
En 1985, pocos días después de la destitución del IX Gobierno Constitucional, Mário Soares presentó su candidatura a la Presidencia de la República. Debido a la impopularidad de su gobierno, acudió a las elecciones con sólo un 8% de intención de voto y con una fuerte competencia de izquierda por parte de María de Lurdes Pintassilgo y Francisco Salgado Zenha.
Sin embargo, dos semanas antes de las elecciones, tuvo lugar el famoso incidente de Marinha Grande. Cuando, el 14 de enero de 1986, Mário Soares se dispuso a visitar una de las pocas fábricas que habían recibido subvenciones del gobierno anterior (presidido por el propio Soares), en ese momento los trabajadores de otra fábrica que no las había recibido comenzaron a abuchear al político, lo que fue el preludio de la agresión física que vendría después. La amenaza, inicialmente verbal, acabó en un ataque personal a Mário Soares cuando un grupo de trabajadores en paro abofeteó al candidato, abofeteando también a dos de los guardaespaldas del político. Poco después, Soares acusaría al acto de violencia de haber sido llevado a cabo por seguidores de Francisco Salgado Zenha, afirmando que quienes le atacaron tenían pegatinas de dicho candidato, que había estado en el mismo lugar una hora antes. Los seguidores del candidato y los periodistas consiguieron huir a la Fábrica Stephens Brothers, protegiéndose allí de la multitud enfurecida. Algunos dicen que el Incidente llevó a Mário Soares, que inicialmente tenía poco apoyo (sólo el 8% en las primeras encuestas) y que contaba con dos candidatos por la izquierda: Maria de Lurdes Pintassilgo y Francisco Salgado Zenha, a ganar no sólo a sus oponentes de la izquierda, sino también a Freitas do Amaral, que contaba con un sólido apoyo de la derecha política.
Durante sus mandatos presidenciales, fue el presidente de la República que más condecoraciones concedió, concretamente 2505 condecoraciones de las órdenes honoríficas portuguesas, incluyendo algunas que serían retiradas a sus destinatarios tras procesos judiciales, como el caso del embajador Jorge Ritto - condecorado con la Orden del Infante D. Henrique y expulsado tras su condena en el caso Casa Pía.
Durante su primer mandato, salió a la luz el asunto Emaudio / Teledifusão de Macau, que le obligó a dar varias explicaciones públicas y afectó a miembros de su círculo más próximo, concretamente a Carlos Melancia, nombrado por Mário Soares gobernador de Macao en 1987. Además, Emaudio se había creado en la órbita de la Fundación de Relaciones Internacionales, organización vinculada al PS que Mário Soares había presidido antes de ser elegido presidente de la República y en la que participaba Menano do Amaral, recaudador de fondos para la campaña presidencial de Mário Soares; Bernardino Gomes, jefe de gabinete de Mário Soares cuando era primer ministro; Rui Mateus, presidente de la Fundación de Relaciones Internacionales del PS, nombrado por Mário Soares; António de Almeida Santos, ministro en los gobiernos de Mário Soares; el hijo de Mário Soares, João Soares; entre otros. Las sospechas sobre los vínculos de Mário Soares con la supuesta financiación ilícita de su campaña presidencial y de las campañas electorales del PS nunca han sido probadas.El caso del fax de Macao también afectó políticamente a Mário Soares, concretamente porque António Strecht Monteiro, hijo de un fundador del PS que mantenía buenas relaciones con Mário Soares, había sido el encargado de servir de enlace entre el gobernador de Macao, Carlos Melancia, Rui Mateus y la empresa alemana que había pagado 50.000 escudos a Carlos Melancia para asegurarse la victoria en el concurso de consultoría de las obras de construcción del aeropuerto de Macao y que, al ver frustradas esas expectativas, envió un fax -de ahí el nombre del caso, Fax de Macao- a Carlos Melancia exigiendo la devolución del dinero. Esto fue denunciado al gabinete de Mário Soares, entonces Presidente de la República, que se vio políticamente comprometido por el caso.

## Pospresidencia de la República
La carrera política de Mário Soares tras diez años como Presidente de la República se orientó hacia la intervención internacional.
Tras asumir la presidencia de la Comisión Mundial Independiente sobre los Océanos en diciembre de 1995, fue elegido en septiembre de 1997 para presidir el Comité Promotor del Contrato Mundial del Agua.
También en 1997, asumió la presidencia de la Fundación Portugal África - fundada por el Banco de Fomento e Exterior (posteriormente integrado en el Banco Português de Investimento) - y la presidencia del Movimiento Europeo Internacional, una ONGD cuya fundación se remonta a la época posterior a laSegunda Guerra Mundial y que fue la impulsora de la fundación del Consejo de Europa en 1949.
Posteriormente, en 1999, tres años después de terminar su mandato como Presidente, Mário Soares fue el candidato favorito del PS para las Elecciones Europeas 1999. Una vez elegido, se presentó inmediatamente a la presidencia del Parlamento Europeo, pero perdió las elecciones frente a Nicole Fontaine, de quien se apresuró a decir que tenía «“”un discurso de ama de casa“”», en el sentido peyorativo del término.
Esta derrota en la carrera por la presidencia del Parlamento Europeo acabó por frenar la ambición de Soares de ocupar un puesto importante en la política internacional.
En 2000, se publicaron en los medios de comunicación unas declaraciones del ministro angoleño de Comunicación Social, Vaal Neto, en las que acusaba a Mário y João Soares de beneficiarse del tráfico de marfil y diamantes practicado por UNITA. João Soares presentó una demanda en el Tribunal Civil de Lisboa contra Vaal Neto, pidiendo una indemnización de 100.000 escudos (unos 500.000 euros). Vaal Neto concedió una entrevista a la RTP en la que calificó el caso de «malentendido», afirmando que Mário Soares había sido el primero en criticar al presidente de Angola, José Eduardo dos Santos. Según João Soares, el importe de la indemnización fue donado a una organización benéfica.

### Candidato a un tercer mandato como Presidente de la República
Alejado de la política activa, pero todavía figura destacada del PS, Soares sorprendió al país al aceptar, en 2005, volver a la carrera por el cargo de Presidente de la República. Así, a los 81 años, fue el segundo candidato anunciado -después de Jerónimo de Sousa, el candidato apoyado por el PCP - para lo que sería un tercer mandato sin precedentes.
La razón de su entrada en liza fue, ni más ni menos, que evitar que José Sócrates, entonces secretario general del PS, tuviera que apoyar al candidato Manuel Alegre, después de que el histórico PS hubiera tenido algunas tensiones con su propio partido -de hecho, Alegre había sido oponente de Sócrates en las elecciones internas del PS en 2004, representando una corriente ideológica completamente opuesta a la de Sócrates.
En las elecciones presidenciales, celebradas el 22 de febrero de 2006, Soares sólo quedó en tercer lugar, con el 14% de los votos, por detrás incluso de la candidatura (que acabó no contando con el apoyo del partido) de Manuel Alegre.
Las elecciones fueron ganadas con mayoría absoluta (y, por tanto, en primera vuelta) por Aníbal Cavaco Silva.

### Pospresidenciales 2006
En 2007 fue nombrado presidente de la Comisión de Libertad Religiosa. También presidió el jurado del Premio UNESCO Félix Houphouët-Boigny desde 2010 y fue patrono del Instituto Oceánico Internacional desde 2009 hasta su muerte.
El 11 de octubre de 2010 fue investido doctor Honoris Causa' por la Universidad de Lisboa durante las celebraciones de su centenario, coincidiendo con las celebraciones del centenario de la República Portuguesa (5 de octubre).
A los 89 años, fue elegido personalidad del año 2013 por la prensa extranjera con sede en Portugal.
El 25 de abril de 2016 recibió la llave de la ciudad de Lisboa de manos del alcalde de Lisboa, Fernando Medina, la máxima distinción que concede el municipio a personalidades de relevancia nacional e internacional.

## Muerte
Desde la muerte de su esposa, Maria Barroso,  en julio de 2015, sus apariciones públicas disminuyeron y dejó de escribir una columna que mantenía en un diario portugués. En diciembre de 2016 fue ingresado en estado grave en un hospital de Lisboa. Falleció a las 15:28 horas del 7 de enero de 2017, a los 92 años, en el Hospital de la Cruz Roja de São Domingos de Benfica, en Lisboa, donde permanecía en coma profundo desde el 13 de diciembre de 2016, tras un largo periodo de enfermedad.
El gobierno decretó tres días de luto nacional y un funeral de Estado. Fue el primer funeral en democracia con honores de Estado, un funeral que se convirtió en la guía de los funerales de Estado en Portugal, concretamente el funeral de Estado de Jorge Sampaio. Antes de eso, el anterior funeral de Estado fue el de António de Oliveira Salazar durante la dictadura, en 1970.
Dejó una herencia valorada en unos 17 millones de euros.

## Fundación Mário Soares y Maria Barroso
En 1996 Soares fundó la Fundación Mário Soares, una institución cultural con el objetivo de organizar debates, coloquios e iniciativas sobre política y defensa de los derechos humanos. La fundación cuenta con una casa-museo y una colección de dos millones de documentos legados por Soares.
Las actividades culturales, científicas, educativas y sociales de la Fundación incluyen la organización y puesta a disposición en acceso abierto de su patrimonio cultural (Archivo, Biblioteca, Casa Común y Casa-Museo João Soares), la programación de eventos científicos y culturales, la promoción de programas de formación y debate, la cooperación con los países de lengua portuguesa y el fomento de la creación y difusión de conocimientos de base científica, en particular sobre la obra de Mário Soares y Maria Barroso.
Rebautizada en agosto de 2020 como Fundación Mário Soares y Maria Barroso, mantiene y amplía su valioso archivo documental, imprescindible para quien quiera estudiar la resistencia al Estado Novo o la historia de los movimientos de liberación de las antiguas colonias portuguesas.

## Cargos
- Primer ministro de Portugal en los siguientes períodos:
  - I Gobierno Constitucional entre 1976 y 1977;
  - II Gobierno Constitucional en 1978;
  - IX Gobierno Constitucional entre 1983 y 1985.
- Presidente de la República entre 1986 y 1996 (1.º mandato del 10 de marzo de 1986 a 1991, 2.º mandato del 13 de enero de 1991 al 9 de marzo de 1996).[1]
- Diputado del Parlamento Europeo entre  20 de julio de 1999 y el 19 de julio de 2004.[61] Fue candidato a presidente del parlamento, pero perdió las elecciones frente a Nicole Fontaine, a quien Soares llamó "ama de casa".

## Reconocimientos
- Premio Príncipe de Asturias de Cooperación Internacional 1995

## Resultados electorales

### Elecciones presidenciales de 1986

#### Primera vuelta  (26 de enero de 1986)
|  | 46 |

|  | 25 |

|  | 21 |

|  | 7 |

#### Segunda vuelta  (16 de febrero de 1986)
|  | 48 |

|  | 51 |

### Elecciones presidenciales de 1991

#### Única vuelta  (13 de enero de 1991)
|  | 14 |

|  | 70 |

|  | 13 |

|  | 3 |

### Elecciones presidenciales de 2006

#### Única vuelta  (20 de enero de 2006)
|  | 51 |

|  | 14 |

|  | 21 |

|  | 9 |